# Fucile d'ordinanza
Il fucile d'ordinanza (o fucile da fanteria o fucile di servizio) è un'arma lunga che in un esercito è data in dotazione come arma standard alla fanteria semplice. Molte forze armate hanno anche pistole d'ordinanza.

## Storia

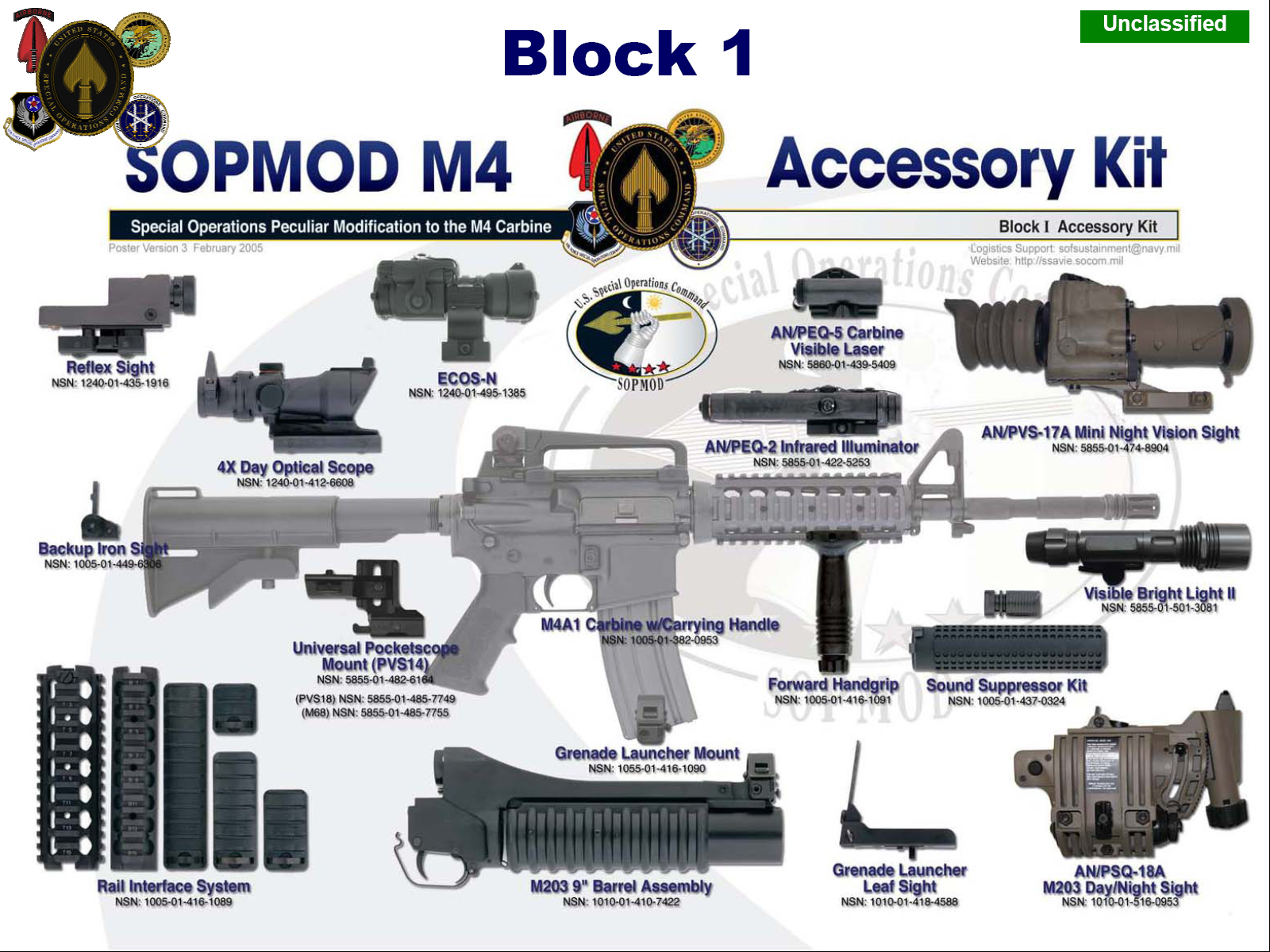
La carabina d'assalto M4 in versione SOPMOD, concepita per sostituire l'M16 in servizio presso le forze armate statunitensi.

In origine i fucili utilizzati in dotazione solo ad unità specializzate, come ad esempio i cecchini, mentre la fanteria semplice era dotata di moschetti meno accurati ad anima liscia, dotati di un rateo di fuoco più elevato ed un calibro più grande, fino a 19 mm.
Per la metà del XIX secolo i fucili diventarono via via più comuni, spodestando i moschetti: all'inizio questi fucili erano armi a colpo singolo, ad avancarica, ma con l'avanzare della tecnologia si evolvettero anche i metodi di caricamento. Inizialmente ci furono armi a retrocarica, come il fucile ad ago Fucile Dreyse, che poi divennero armi a otturatore girevole-scorrevole, come il Mosin-Nagant russo.
Nel XX secolo durante la seconda guerra mondiale ci fu un altro notevole balzo in avanti per la progettazione di armi da fuoco leggere, che ancora oggi è usato, cioè il riuso delle emissioni di gas del propellente per ricaricare automaticamente l'arma, metodo fino ad allora usato quasi esclusivamente  per armi pesanti automatiche (come mitragliatrici pesanti) e solo sporadicamente in altre armi (come il fucile Mondragón).
Queste armi furono ampiamente usate nel corso della guerra, generalmente in modalità semiauto, il principale dei quali fu l'M1 Garand americano, entrato in servizio nel 1936. Questi fucili da battaglia, come erano chiamati, generalmente sparavano una cartuccia da fucile a piena potenza (cioè non intermedia o da pistola) come il .30-06 Springfield. Un'altra tipologia di arma che stava venendo sviluppata ed impiegata in quel periodo era il fucile d'assalto, un fucile (generalmente) automatico o a fuoco selettivo, che spara una cartuccia di potenza intermedia.
La prima arma di questo tipo fu la StG 44, che sparava la 7,92 × 33 mm, usata dalla Germania nazista negli stadi più tardi della guerra, comunque non fu mai prodotta in grandi quantità e non divenne mai il fucile d'ordinanza, che invece era il Mauser Karabiner 98k).
Nel secondo dopoguerra il fucile da battaglia sopravvisse ancora per un certo periodo sotto forma dei FN FAL, Heckler & Koch G3 e derivati, ma furono superati dai fucili d'assalto a cartuccia intermedia (come la 7,62 × 39 mm) o ad alta velocità (come la 5,56 × 45 mm NATO).

## Caratteristiche ed utilizzo
Nelle forze armate contemporanee quest'arma è generalmente un fucile d'assalto resistente e versatile, adatto all'impiego in ogni campo di battaglia. I fucili d'ordinanza sono spesso selezionati per il loro potenziale di essere migliorati in seguito, per esempio con lanciagranate sottocanna, torcia tattica e mirino laser.
Anche se certe armi date in dotazione alle forze speciali o a commando sono di rado considerate fucili d'ordinanza nel senso più stretto del termine, alcuni fucili e mitra specialistici sono categorizzati come tali se distribuiti come procedura standard in determinati ambienti o scenari. Questi possono includere guerra urbana o guerriglia nella giungla.